# Jenny & Jonny
Jenny & Jonny (eigentlich Johanne Hinrichs; *29. Januar 1954 im Landkreis Aurich † 23.05.2024 in Leer in Ostfriesland   und Johann Stulken; *21. Juli 1951 in Großefehn) waren ein seit 1986 bestehendes Sängerduo aus Leer in Ostfriesland.

## Karriere
Sie sangen hauptsächlich Schlager und volkstümliche Musik. Viele Lieder des Duos handeln von  Landschaften in Ostfriesland, besonders an der Nordseeküste. Jenny und Jonny traten oft in den dortigen Ferienorten auf. 1998 nahmen Jenny und Jonny am deutschen Vorentscheid zum Grand Prix der Volksmusik teil. Das Duo produzierte auch für andere Interpreten in einem eigenen Studio.

## CDs (Auswahl)
| - Weihnachten, Fest der Liebe, Leer, P 2010 - Komm, lass uns noch mal tanzen, Leer, P 2008 - Du bist mein schönster Traum, Leer: Johanne Hinrichs, 2008 - Hey, heut ist ein schöner Tag, Leer: Johanne Hinrichs, 2004 - ... ein Stern stand am Himmel, Leer: Johanne Hinrichs, 2001 | - Melodien-Karussell, Cuxhaven: Ute Drossner, 2001 - Ein Lied für Ostfriesland 2000, Leer: Jonny Stulken, Jenny Hinrichs, 2000 - ... die Perlen von Ostfriesland!, Leer: Jonny Stulken, Jenny Hinrichs, 1999 - Bi uns to Hus / Folge 7., 1998 - Abwarten und Teetrinken, Altenmedingen, MSE Records, 1998 |